# Papeles secundarios
Papele secundarios és una pel·lícula dramàtica cubana de 1989 escrita i dirigida per Orlando Rojas Feliz basada en l'obra Requien por Yarini, del dramaturg cubà Carlos Felipe. La pel·lícula va ser seleccionada com a entrada cubana per a l'Millor pel·lícula en llengua estrangera als Premis Oscar de 1989, però no va ser acceptat com a nominada.

## Argument
Enmig d’una representació d’una obra de teatre l’actriu protagonista, Mirtha, una dona frustrada, veu perillar la seva fama i el seu prestigi per les intrigues de la directora i la manca d’escrúpols dels joves actors.

## Repartiment
- Rosa Fornes
- Juan Luis Galiardo
- Luisa Perez Nieto
- Ernesto Tapia